# Корреляционный фильтр
Корреляционный фильтр — радиоэлектронное устройство, используемое для обнаружения сигнала заданной формы среди шума.

## Структура корреляционного фильтра
Корреляционный фильтр представляет собой электронную цепь, элементами которой являются умножитель, интегратор и источник сигнала формы, соответствующей форме обнаруживаемого сигнала. Входной сигнал, представляющий собой сумму шума и, возможно, полезного сигнала, подают на один из входов умножителя. На другой вход умножителя подается эталонный сигнал, который формой, частотой и фазой совпадает с сигналом, который необходимо детектировать. Выход умножителя подключен ко входу интегратора.

## Реакция корреляционного фильтра на входной сигнал
В том случае, если сигнал на входе совпадает с эталонным сигналом, смешанным с шумом, на входе интегратора оказывается сигнал, близкий к квадрату эталонного (различие в амплитуде, уменьшающейся из-за затухания), и, кроме того, произведение шума с близким нулю матожиданием и эталонного сигнала. В таком случае сигнал на выходе интегратора имеет большое положительное значение — квадрат сигнала всегда больше нуля, а интеграл шумовой составляющей близок к нулю при достаточно большой длительности сигнала.
Если на вход подаётся смесь эталонного сигнала, сдвинутого по фазе на π, с шумом, то сигнал на выходе интегратора из аналогичных изложенным в предыдущем абзаце соображений принимает высокое отрицательное значение.
При несовпадении входного сигнала с эталонным по форме или частоте, выходной сигнал умножителя не обладает знакопостоянством, а значит, выходной сигнал интегратора принимает низкие значения.

## Возможности использования корреляционного фильтра для приема информационного сигнала
Чередуя при передаче отрезки сигнала, по форме и частоте совпадающие с эталонным сигналом корреляционного фильтра, и имеющие фазу, отличающуюся на π, можно передавать цифровой сигнал, изменяя значение выходного сигнала корреляционного фильтра на высокое положительное или высокое отрицательное.